# 陳苡臻
陳苡臻（英語：Jessica Chan Yee Chun；1996年6月2日—），舊名陳劭蓉 ，香港女模特兒及演員，2020年被游學修邀請加入YouTube頻道「試當真」，逐漸為人所知。 2022年4月底，陳苡臻與試當真創辦人之一游學修的戀情公開。

## 簡歷
陳苡臻中學時就讀真光女書院，2018年於香港城市大學工商管理學士畢業，主修金融，畢業後兩年曾於公共關係行業全職工作，2020年辭工後投入幕前演出，後憑着YouTube頻道「試當真」演出而被網民留意。2021年，參演ViuTV五周年台慶單元劇《YOLO的練習曲》其中一位女主角；同年4月，隨試當真與另外三個香港YouTube頻道小薯茄、啱Channel、FHProductionHK合作，參與演出「四台聯播」活動。

## 個人生活
陳苡臻曾與香港佩劍運動員任俊霖拍拖6年，後分手。
2022年4月底，陳苡臻與試當真創辦人之一游學修的戀情公開。
她曾經表示，其Instagram帳戶名稱 krisssica 是其曾經喜歡之男明星吳亦凡 Kris 與其自身名字 Jessica 之混成詞。她亦表示現在已經不喜歡吳亦凡，而帳號名稱未有更改，因其只用作為童年的紀念。
陳苡臻熱愛打機，於2024年9月正式開始Twitch頻道作遊戲直播。

## 音樂作品

### 單曲
| 推出日期 | 曲目         | 作曲                    | 填詞                                               | 編曲        | 監製            | 備註                                         |
| 2021年   |              |                         |                                                    |             |                 |                                              |
| 3月26日  | 選擇困難     | 李拾壹                  | 李拾壹                                             | 李拾壹      | 李拾壹          | 《YOLO的練習曲》主題曲，劇中女團YOLO名義推出 |
| 12月3日  | 雪不完的浪漫 | Gareth.T / Jessica Chan | Gareth.T / 甄敏延 / Nicholas Cheung / Jessica Chan | Gareth.T    | Gareth.T / 火柴 | 與Gareth.T合唱                               |
| 2025年   |              |                         |                                                    |             |                 |                                              |
| 2月18日  | 分手         | Billy Choi              | Billy Choi                                         | Claudia Koh | 李一丁          | Billy Choi featuring 陳苡臻 Beat by Nic Tsui |

## 演出

### 電視節目（ViuTV）
- 2021年：《YOLO的練習曲》演出

### 電影
- 2022年：《一日，在片場打雜的我，俾老細叫去做導演》 飾 彭波（聲音演出）
- 2023年：《七月返歸》
- 2023年：《年少日記》飾 Miss Chan
- 2024年：《敗走麥城》飾 譚圓圓 / Circle Tam
- 2024年：《手機見鬼》飾 小雅
- 待定：《觸電》 飾

### MV
- 2018年：野仔《一生旅行團》
- 2021年：吳林峰、樂壇已死大合唱團《樂壇已死》
- 2021年：趙慧珊《愛人如己》
- 2021年：曾比特《奔跑吧!》
- 2021年：Jessica Chan & Gareth.T《雪不完的浪漫》
- 2022年：陳宗澤《神經刀》
- 2023年：安俊豪《說好了》
- 2025年：Billy Choi《分手》 feat. 陳苡臻

### 舞台劇
- 2022年7月 試當真 《一個舞台上不能接受的吻》飾演 Eva

### 特別節目
- 2021年10月26日：《試當真一週年現場版》

## 外部連結
- 陳苡臻的Facebook專頁
- 陳苡臻的Instagram帳戶
- YouTube上的陳苡臻頻道
- 陳苡臻的Threads
- 陳苡臻的Twitch频道